# Fichtenspargel
Der Fichtenspargel (Monotropa hypopitys, Syn.: Hypopitys monotropa) ist eine Pflanzenart innerhalb der Familie der Heidekrautgewächse (Ericaceae). Er besitzt kein Chlorophyll und kann daher keine Photosynthese betreiben. Als Epiparasit erhält er seine Nährstoffe über Mykorrhiza-Pilze von Bäumen und Sträuchern in der Nähe.

## Beschreibung

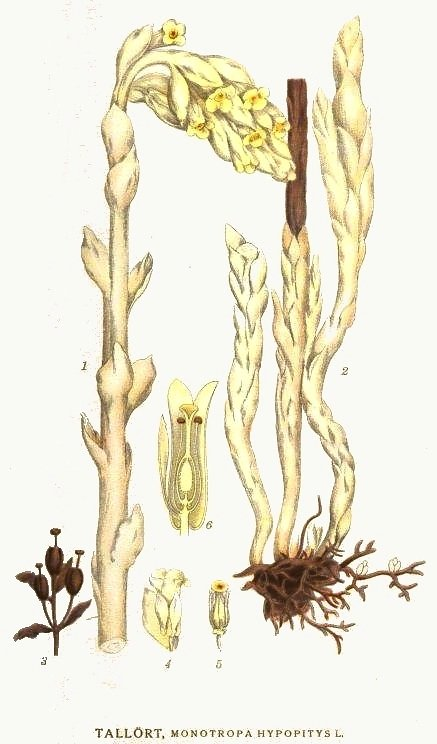
Illustration aus C. A. M. Lindman: Bilder ur Nordens Flora

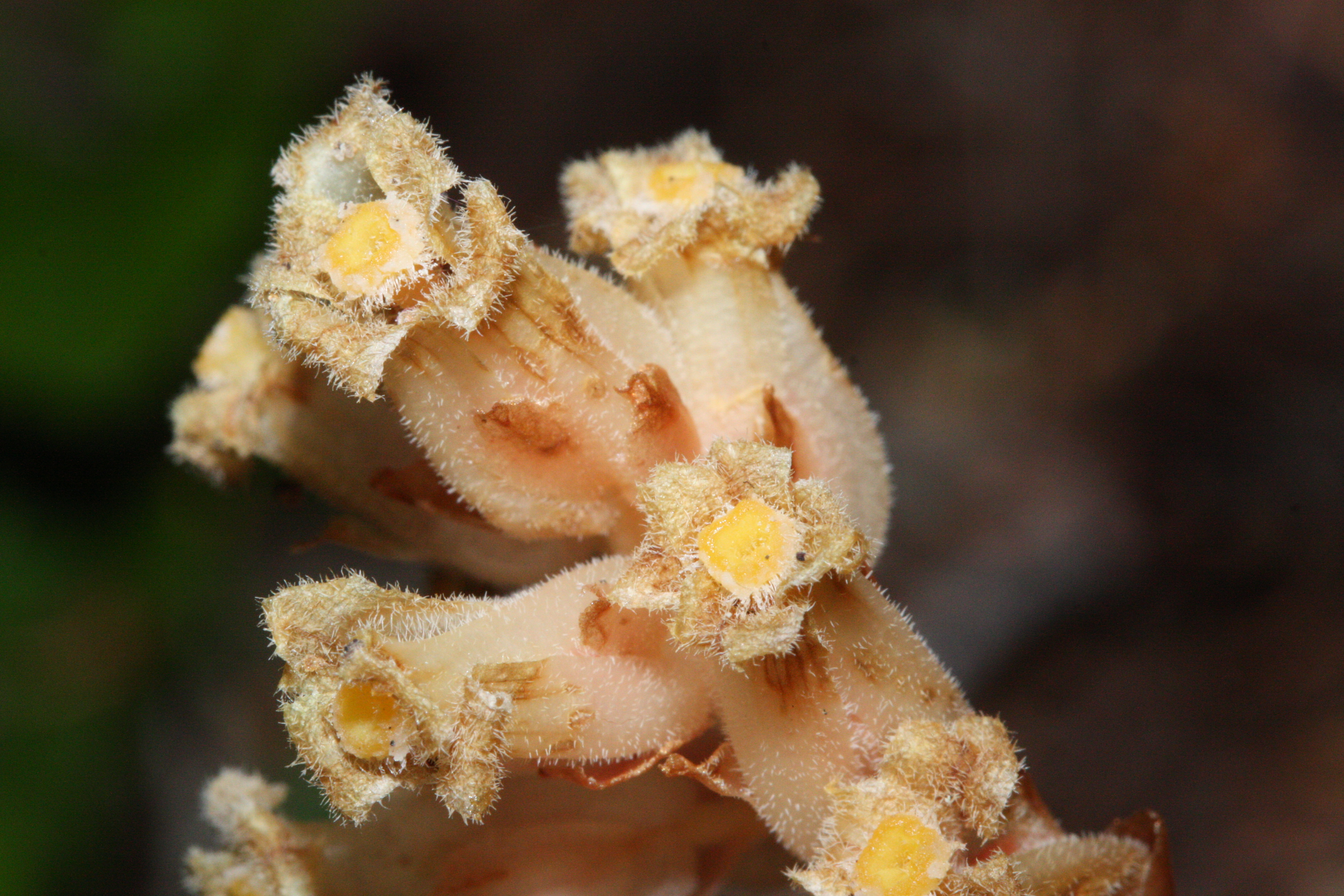
Blüten

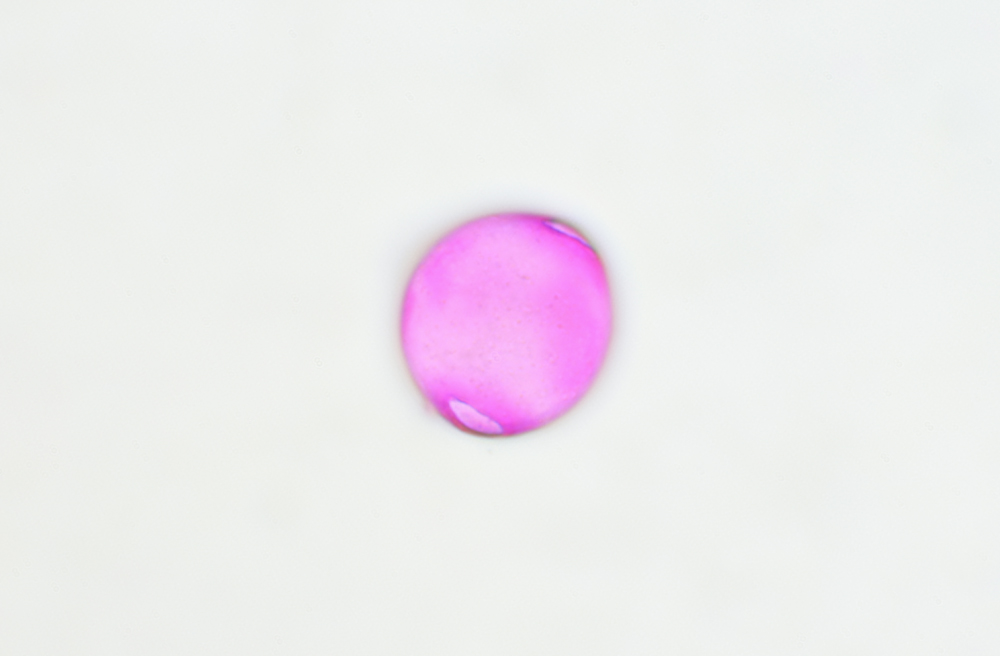
Pollenkorn, gefärbt

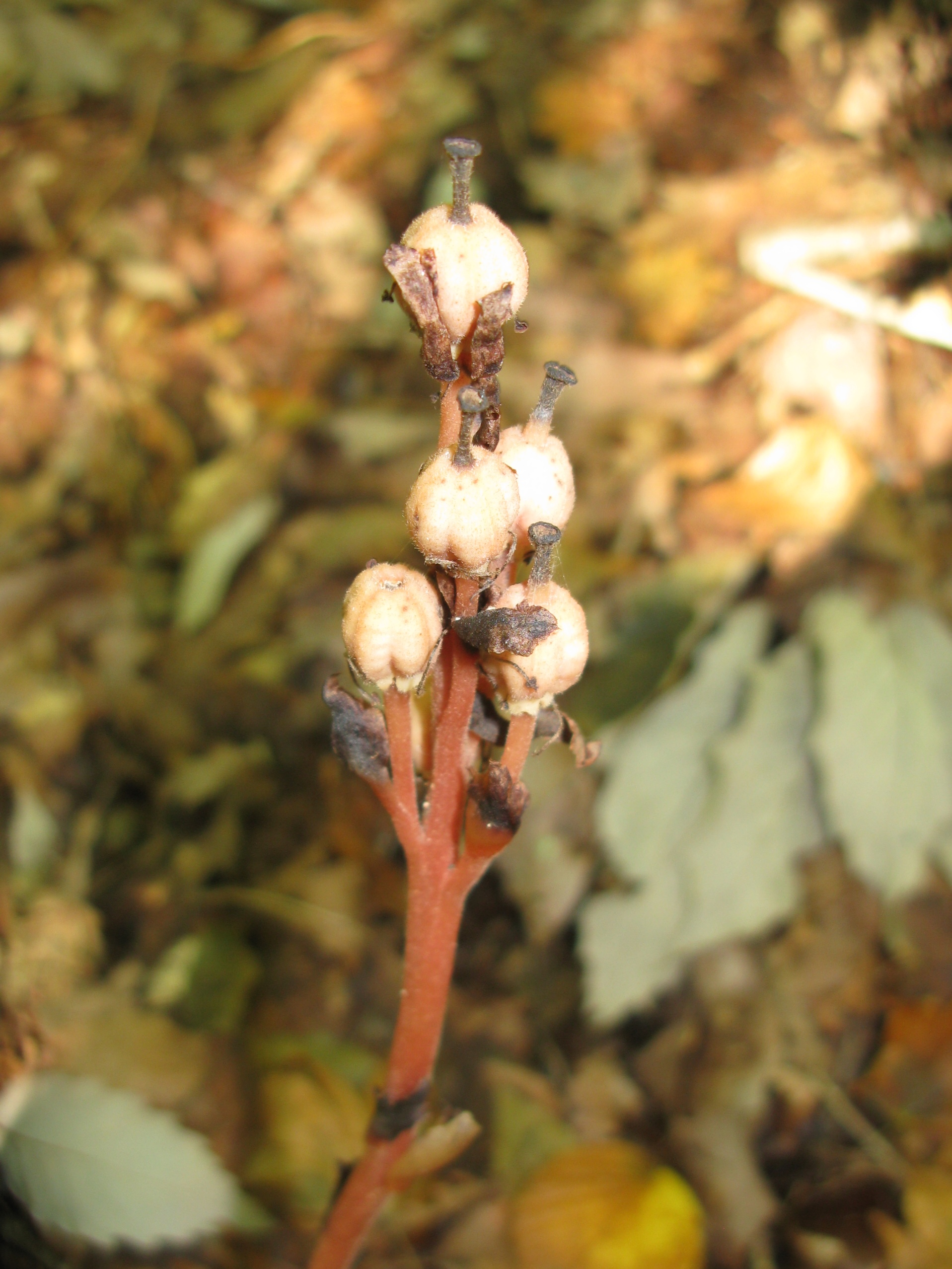
Fruchtstand

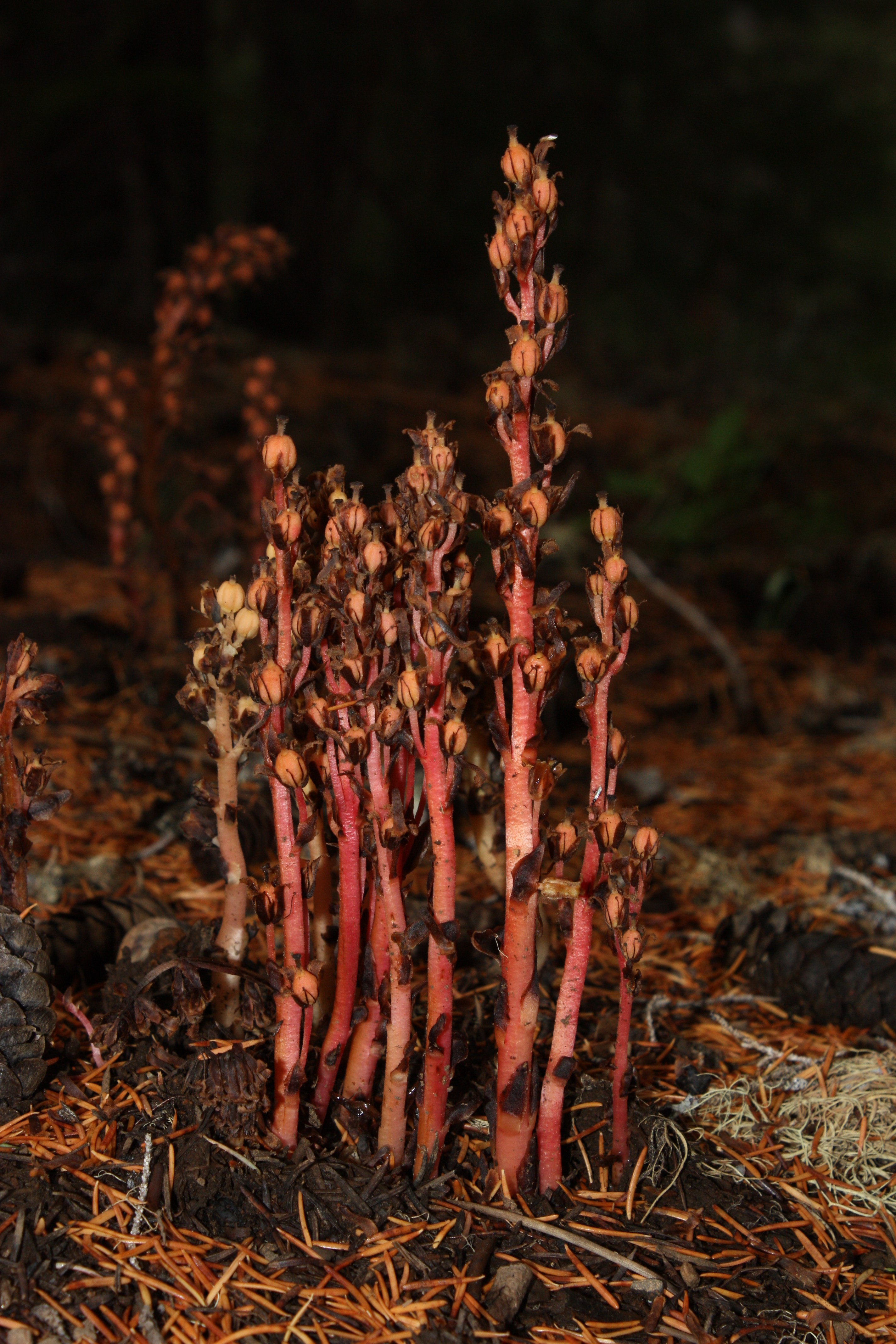
Fruchtstände

### Vegetative Merkmale
Der Fichtenspargel ist eine blattgrünlose, ausdauernde krautige Pflanze, die ein Rhizom zur Überdauerung ausbildet. Die Laubblätter sind zu aufgerichteten, 10 bis 15 Millimeter langen Schuppen reduziert.

### Generative Merkmale
Der Fichtenspargel unterscheidet sich durch die blass gelblich-braune Farbe der fleischigen, wachsartigen Blütenstände von fast allen anderen in Mitteleuropa heimischen Gefäßpflanzen. Verwechslungsgefahr besteht allenfalls mit dem Widerbart (Epipogium aphyllum) oder der Vogel-Nestwurz (Neottia nidus-avis). Nur die Blütenstände erscheinen über der Erde. 
Am Ende des 10 bis 30 Zentimeter langen Stängels befinden sich in einem nickenden traubigen Blütenstand die 2 bis 15 (oder 1 bis 30, je nach Unterart, siehe: Systematik) Blüten. Der Blütenstand ist anfangs nickend, später aufrecht. Die Blüten stehen in den Achseln von halbstängelumfassenden, eilänglichen Tragblättern mit sehr kurzen Stielen.
Die Blüten sind meist vierzählig, aber die Endblüte ist zumeist fünfzählig. Die Kronblätter sind bei einer Länge von 12 bis 15 Millimetern verkehrt-eilänglich bis spatelförmig und am Grund höckerig. Sie neigen sich glockenförmig zur Blüte zusammen. Die doppelt so zahlreichen Staubblätter stehen in zwei Reihen. Der Fruchtknoten ist fast kugelig bis eiförmig. Der Griffel ist ein Viertel so lang wie der Fruchtknoten; er ist bleibend und trägt eine trichterförmige Narbe.
Die länglichen Samen sind sehr klein (0,1 mm lang) und werden in großer Zahl (viele Tausende pro Blüte) gebildet. Der Embryo ist hochgradig reduziert und besteht nur aus vier Zellen; das Endosperm besteht aus lediglich 9 Zellen.

## Vorkommen
Der Fichtenspargel ist über die gemäßigten Zonen der gesamten Nordhalbkugel verbreitet (Arealformel: temperat(-boreal)/circumpolar). In Nordamerika geht die Art südlich bis Mexiko und Guatemala, in Asien bis zum Himalaya, Nord-Thailand und Myanmar. In Europa kommt sie vor allem im gemäßigten Bereich vor: Nordwärts erreicht sie das mittlere Skandinavien, der Polarkreis wird nur ganz vereinzelt überschritten. Nach Süden erreicht sie mit Italien und Griechenland den Mittelmeerraum, wo sie vor allem in den Gebirgen vorkommt. Sie steigt in der Schweiz im Puschlav bis in eine Höhenlage von 1700 Meter und im Maderanertal bis 1800 Meter auf. In Yunnan erreicht sie eine Höhenlage von sogar 3500 Metern.
Die Pflanzen besiedeln ein weites Spektrum von Habitaten, von Weidengebüschen in Küstendünen bis hin zu Gebirgsnadelwäldern. Typischer Lebensraum sind feucht-schattige Laub-, Nadel- und Mischwälder, wobei aufgrund der heterotrophen Ernährungsweise (s. o.) auch lichtärmste Biotope noch besiedelt werden können. Auch das Wärmebedürfnis des Fichtenspargels ist gering, wie die extreme Vertikalverbreitung von der planaren bis in die subalpine Höhenstufe sowie die Vorkommen jenseits des Polarkreises zeigen. Fast immer sind die Fundorte des Fichtenspargel aber durch eine hohe Luftfeuchtigkeit gekennzeichnet, die u. U. auch durch eine hohe Gesamtniederschlagsmenge ersetzt werden kann.

## Ernährungsweise
Im Gegensatz zu grünen, autotrophen Pflanzen kann der Fichtenspargel die zu seiner Ernährung benötigten Kohlenstoffverbindungen nicht selbst aus anorganischen Stoffen aufbauen (assimilieren). Stattdessen bezieht er sie von Pilzen, die seine Wurzeln mit einem dichten Hyphengeflecht umspinnen (Mykorrhiza): Er ist myko-heterotroph. Bei den Pilzen handelt es sich um Ritterlingsarten (Gattung Tricholoma), die ihrerseits Ektomykorrhizapartner von Bäumen sind. Von diesen erhalten sie organische C-Verbindungen, im Gegenzug versorgen die Pilze ihre Baumpartner mit Wasser und mineralischen Nährstoffen. Somit sind Bäume die Quelle des über das gemeinsame Hyphennetzwerk an den Fichtenspargel weitergeleiteten Kohlenstoffs.
Diese indirekte Form des Parasitismus konnte Björkmann bereits 1960 durch Versuche mit radioaktiv markierten Tracern nachweisen. Er prägte dafür die Bezeichnung „Epiparasitismus“. Im englischsprachigen Raum wird auch von einer „tripartite relationship“ oder „tripartite association“ gesprochen. Der Fichtenspargel ist also kein Saprophyt, wie bis in die jüngste Zeit fälschlicherweise immer wieder angegeben wird. 
Der Fichtenspargel wurzelt bis 40 Zentimeter unter dem Boden und entwickelt keine Wurzelhaare.

## Keimung und Entwicklung
Da die winzigen Samen fast keine Reservestoffe enthalten, sind sie unmittelbar nach der Keimung darauf angewiesen, dass ein kompatibler Pilz die nur wenig aus der Samenschale herausragende Keimwurzel umschließt und mit Nährstoffen versorgt. Dann beginnt die Wurzel zu wachsen und sich zu verzweigen. Das Wachstum der Pflanze findet überwiegend unterirdisch statt. Lediglich die Blütenstände (Infloreszenzen) wachsen aus dem Boden heraus. An einem untersuchten Standort, einem Gebüsch der Kriech-Weide in Küstendünen in Wales, erschienen erst nach zwei Jahren die ersten Sprossknospen.

## Blüten- und Ausbreitungsbiologie
Die Blüten werden von Insekten bestäubt (Hummeln), denen Nektar als Belohnung angeboten wird. Daneben sind die Blüten aber wahrscheinlich auch zur Selbstbestäubung (Autogamie) fähig, wie nicht zuletzt der sehr hohe, fast immer vollständige Fruchtansatz zeigt.
Der ausdauernde, trockene Stängel ist elastisch, die zahlreichen Samen sind extrem klein und leicht. Der Fichtenspargel gehört somit zu den semachoren Pflanzenarten (Wind- und Tierstreuer).

## Phänologie und Populationsdynamik
Ähnlich wie die Pilzfruchtkörper ihrer Mykorrhizapartner erscheinen die Blütenstände des Fichtenspargels erst spät im Jahr, frühestens ab Juni. Die Blütezeit reicht von Ende Juni bis Anfang August, kann sich aber auch bis in den September hineinziehen. Dabei werden kontinuierlich neue Sprosse gebildet, während die älteren schon Früchte tragen. Eine weitere Parallele zu Pilzen besteht in der enormen Geschwindigkeit, mit der neue Blütenstände ausgebildet werden. Nach der Blüte verholzen die nun aufrechten Blütenstände. Sie überdauern als Wintersteher bis in die nächste Vegetationsperiode, wo dann oftmals die vertrockneten, vorjährigen Pflanzen neben den Diesjährigen zu sehen sind.
Da ausschließlich blühende Sprosse ausgebildet werden, geben jährliche Zählungen der Blütenstände die Populationsgröße gut wieder. Sie kann in beträchtlichem Umfang schwanken (so zum Beispiel in einer finnischen Population während eines elfjährigen Beobachtungszeitraums um mehr als das Hundertfache; Söyrinki 1985). Auf trocken-warme Witterungsbedingungen scheint die Art empfindlich zu reagieren, die Blütenstände erscheinen dann nur in geringer Zahl und können sogar ganz ausbleiben. In regenreichen Jahren entwickeln sie sich gut und können auch an Fundorten auftreten, wo sie sonst nicht gefunden werden.

## Vergleich mit mykotrophen Orchideen
Während der Fichtenspargel unter den Heidekrautgewächsen eine Ausnahme darstellt, gibt es unter den Orchideen weltweit etwa 100 Arten wie die Vogel-Nestwurz, die in ähnlicher Weise mykotroph leben. Bei Orchideen dringen die Pilze jedoch in die Wurzeln ein und bilden dort Haustorien, die einen wesentlich intensiveren Stoffaustausch ermöglichen als bei dem oberflächlichen Kontakt im Falle des Fichtenspargels. Daher können mykotrophe Orchideen auf die Ausbildung eines Wurzelwerks verzichten und gleich ihre Blütenstände hervorbringen.

## Systematik

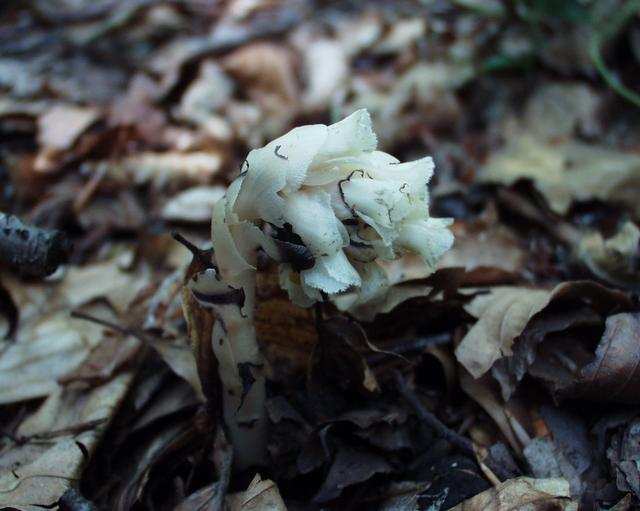
Monotropa hypopitys subsp. hypophegea

### Taxonomie
Die Erstveröffentlichung von Monotropa hypopitys erfolgte 1753 durch Carl von Linné in Species Plantarum, Tomus I, S. 387. Synonyme für Monotropa hypopitys L. sind Hypopitys monotropa Crantz. 

### Botanische Geschichte
Für Europa wurden zwei Unterarten beschrieben (die von einigen Autoren auch als eigene Arten geführt werden):
- Monotropa hypopitys subsp. hypopitys (Syn.: Hypopitys monotropa Crantz): Griffel und Staubbeutel behaart, Blüten innen weichhaarig, Pflanze 10- bis 15-blütig, Kapselfrucht länger als breit; unter Fichten. Die Chromosomenzahl beträgt 2n = 48.[4] Diese Unterart ist in Mitteleuropa eine Charakterart der Ordnung Piceetalia.[4] In den Allgäuer Alpen steigt sie im Tiroler Teil am Südostgrat der Rotwand bis zu einer Höhenlage von 1550 Metern auf.[5] Die ökologischen Zeigerwerte nach Landolt et al. 2010 sind für diese Unterart in der Schweiz: Feuchtezahl F = 2+ (frisch), Lichtzahl L = 1 (sehr schattig), Reaktionszahl R = 2 (sauer), Temperaturzahl T = 3 (montan), Nährstoffzahl N = 2 (nährstoffarm), Kontinentalitätszahl K = 3 (subozeanisch bis subkontinental).[6]
- Monotropa hypopitys subsp. hypophegea (Wallr.) Holmb. („Buchenspargel“, Syn.: Hypopitys hypophegea (Wallr.) G.Don): Blüte innen kahl, Pflanze 3- bis 6(10)-blütig, Kapselfrucht kugelig; unter Buchen. Die Chromosomenzahl beträgt 2n = 16.[4] Diese Unterart kommt in Mitteleuropa in Gesellschaften des Unterverbands Luzulo-Fagenion vor.[4] Die ökologischen Zeigerwerte nach Landolt et al. 2010 sind  für diese Unterart in der Schweiz: Feuchtezahl F = 2+ (frisch), Lichtzahl L = 1 (sehr schattig), Reaktionszahl R = 2 (sauer), Temperaturzahl T = 3+ (unter-montan uns ober-kollin), Nährstoffzahl N = 2 (nährstoffarm), Kontinentalitätszahl K = 3 (subozeanisch bis subkontinental).[6]

Allerdings sind beide Sippen durch Übergangsformen miteinander verbunden, wachsen oft unmittelbar nebeneinander und lassen sich auch chorologisch und ökologisch-soziologisch nicht eindeutig trennen.
Weitere Unterarten sind vielleicht:
- Monotropa hypopitys subsp. japonica: Sie kommt in Japan und Ostasien vor.
- Monotropa hypopitys subsp. lanuginosa (Michx.) H.Hara: Sie kommt in Nordamerika vor. Sie wird aber in der Flora of North America und der Flora of China nicht anerkannt.

## Gefährdungssituation und Schutz
Obwohl der Fichtenspargel nur zerstreut vorkommt, ist er noch relativ weit verbreitet. Wie viele mykotrophe Pflanzenarten ist er jedoch möglicherweise im Rückgang begriffen. Ellenberg stufte ihn bereits 1991 als „schwindend“ ein.
Eine Gefährdung nach der Roten Liste der gefährdeten Pflanzenarten liegt 1996 in Deutschland auf Bundesebene nicht vor. In den Stadtstaaten Hamburg und Berlin ist der Fichtenspargel „vom Aussterben bedroht“ (Rote Liste-Kategorie 1). „Stark gefährdet“ (RL 2) ist er in Sachsen und Schleswig-Holstein. In Nordrhein-Westfalen und Niedersachsen gilt er als „gefährdet“ (RL 3). In den meisten übrigen Bundesländern (Bayern, Brandenburg, Hessen, Mecklenburg-Vorpommern, Rheinland-Pfalz, Saarland, Sachsen-Anhalt und Thüringen) wird er nicht als gefährdet eingestuft. In Baden-Württemberg reicht die Datenlage nicht aus, um eine Einstufung in eine Gefährdungskategorie vorzunehmen.
Gefährdungsursachen sind in erster Linie Schadstoffeinträge aus der Luft (Immissionen) sowie die flächendeckende Überdüngung (Eutrophierung), die sich negativ auf die Mykorrhizapartner auswirken können. Die Art dürfte also von überregionalen Maßnahmen zur Luftreinhaltung profitieren.
Darüber hinaus sind keine aktiven Naturschutzmaßnahmen auf lokaler Ebene notwendig. Allerdings sollten größere Kahlschläge wegen der Abhängigkeit des Fichtenspargels vom umgebenden Baumbestand unbedingt vermieden werden. Eine schonende Bewirtschaftung nach den Grundsätzen naturgemäßer Forstwirtschaft gefährdet größere Populationen des Fichtenspargels dagegen wahrscheinlich nicht. Optimale Bedingungen für den Fichtenspargel sind in Totalreservaten mit dem Schutzziel Prozessschutz (Naturwaldreservate, Nationalparks) gegeben.